# Revolució camperola del Donghak

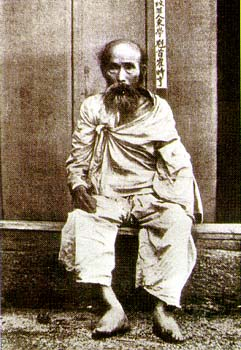
Choe Si-Hyong (1827-1898), 2n patriarca del Donghak, després de ser capturat

La Revolució camperola del Donghak (en coreà: 동학농민혁명) fou un aixecament contra el govern coreà, el sistema feudal, la tecnologia i els ideals occidentals, que va tenir lloc al sud de Corea, sobretot a la província de Jeolla, entre els 1894 i 1895, i que fou el detonant de la Primera Guerra sinojaponesa. Porta el nom de Donghak, una nova religió coreana que emfasitza la igualtat dels éssers humans.
La revolta va començar a Gobu (Jeongeup) al febrer del 1894, quan els llauradors protestaren contra la corrupció dels funcionaris autòctons. Les forces governamentals no pogueren reprimir-los, i les escaramusses inicials acabaren en conflictes importants. Quan la cort reial demanà ajut als xinesos per sufocar la rebel·lió, els japonesos també van decidir enviar-hi tropes.

## Els orígens
Abans de la intervenció estrangera i l'obertura de Corea, els camperols de la península s'havien desil·lusionat amb les normes dictades pels nobles de la classe Yangban. Al llarg del segle XIX, la sequera i les inundacions afectaren els conreus i van causar una fam greu. Per agreujar el problema, els governants de Joseon augmentaren els impostos sobre les llavors i van imposar encara més treball forçós als llauradors famolencs. El ressentiment envers el govern i els líders degenerà en revoltes violentes. Les principals n'ocorregueren el 1862 des de Jinju i el 1812, quan Hong Gyeong-nae va prendre el control de l'àrea de Chongju durant mesos.

### El naixement del Donghak
Choe Je-u (1824-1864) és l'originador de la ideologia del Donghak, el coneixement oriental. Formulada l'abril del 1860, el seu objectiu era ajudar els llauradors empobrits i restaurar la cohesió social i l'estabilitat política.
El Donghak incloïa elements del confucianisme i del budisme i també incloïa la idea d'un únic Déu. El seu humanisme modern i el seu objectiu de lluita de classes també permeten vincular-lo al marxisme. Era tant una religió com una ideologia política. Nacionalista, pretenia excloure les influències estrangeres. Choe creia que la millor manera de contrarestar aquestes influències era fer reformes democràtiques i millorar els drets de la gent.
Els temes principals del Donghak es musicaren perquè els llauradors els poguessen recordar i acceptar més fàcilment. El nacionalisme i les reformes socials forjaren així un vincle entre les rebel·lions camperoles i el Donghak. Aquest, un moviment ben organitzat, es va estendre per tota Corea.

### La situació internacional
La dinastia Joseon de Corea fou un estat tributari de la dinastia Qing de la Xina des de la segona invasió manxú del 1637. A part d'aquesta relació, Corea va seguir una política aïllacionista i se l'anomenava el regne ermità al segle XIX. Després d'una sèrie d'atacs russos, francesos, americans i japonesos, Corea es va veure obligada a obrir-se al món exterior pel Tractat de Kanghwa el 1876. De llavors ençà, els estrangers es van establir a Seül. En particular, l'Imperi del Japó hi enfortí ràpidament la seua influència. Ja el 1884, després del cop d'estat de Gapsin, la Xina i el Japó lluitaren obertament per assegurar-se la influència sobre Corea. Les negociacions en acabant donaren lloc a la signatura del Tractat de Tien-Tsin (1885), que convertí Corea en una mena de coprotectorat de la Xina i el Japó.

## La revolta

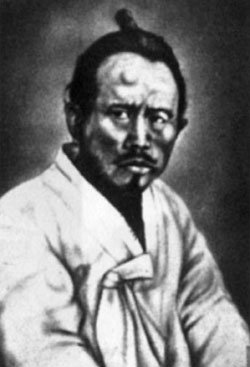
Jeon Bong-jun, dirigent de la revolta

Choe Si-hyeong (최시형, 1827-1898) fou el successor de Choe Je-u i el segon patriarca. Des de l'inici de la repressió del 1864, havia organitzat una xarxa d'esglésies clandestines. El 1886, un tractat amb l'estat francés posava fi a la persecució governamental dels catòlics. Aquest tractat, però, no s'aplicava pas als seguidors del Donghak i no podien practicar la seua religió obertament.
El 1892, milers de seguidors es van manifestar per exigir la rehabilitació de Choe Je-u i el reconeixement de la seua organització, primer a les províncies del sud de Jeolla i Chungcheong, i després a Seül. Al principi dispersats per la força, no fou fins a l'any següent, després d'un aplec de 20.000 personnes a Boeun (Chungcheong), que el govern deixà de perseguir els simpatitzants d'aquest moviment. Aleshores, mentre el dirigent Choe Si-hyeong rebutjava la confrontació, la facció del sud volia, però, fer la revolució. Jeon Bong-jun, Kim Gae-nam i Son Hwa-jung en serien els protagonistes.

### La primera rebel·lió
El primer aixecament real tingué lloc el 15 de febrer del 1894 a la batalla de Gobu (Jeongeup), causat més directament per un conflicte entre els llauradors autòctons i el governador de la regió, Cho Byeong-gap. El símbol d'aquestes disputes fou la construcció d'un nou embassament (Manseokbo) per al reg que servia de pretext per al cobrament d'un elevat impost sobre l'aigua. Tanmateix, com que la collita del 1893 havia estat pobra, els llauradors van exigir una reducció d'impostos. Aquesta sol·licitud no s'acceptà i comportà la detenció de dirigents. Així, el gener del 1894 els camperols dirigits per Jeon Bong-Jun, el cap de la parròquia, van prendre el control del centre administratiu i de la presó, destruïren el nou embassament i van redistribuir les reserves de gra. La situació va ser favorable per als llauradors fins al març, quan les tropes governamentals dirigides per Lee Yong-tae van controlar la regió.
Els rebels foren capturats o assassinats, els pobles incendiats i les propietats confiscades. Tanmateix, aquesta repressió ferotge només alimentà la ira dels camperols. A l'abril, Jeon Bong-jun organitzà l'extensió del moviment amb llauradors d'altres ciutats. Després hi ajudaren Son Hwa-jung i Kim Gae-nam. Definiren els objectius en quatre punts: "no matar camperols ni prendre'ls les propietats", "protegir els drets dels camperols", "expulsar-ne els japonesos i els occidentals i purificar el país", "marxar sobre Seül i netejar el govern". Davant seu, les tropes governamentals estaven desmoralitzades i minades per les desercions. Així, l'11 de maig, foren els camperols mal armats els qui van aconseguir la seua primera gran victòria a Hwangtojae. Això els va permetre prendre el control de Jeongeup l'11, Heungdeok i Gochang el 12, Mujang el 13 i Yeonggwang el 16. El 27 de maig, la batalla de Jangseong els va permetre prendre el control de Jeonju, la capital de Jeolla, el 31 de maig.
A principis de juny, amb els rebels acostant-se a Seül, el govern demana ajut a la Xina. En pocs dies, hi arribaren més de 2.000 soldats. Immediatament, preocupat per la seua influència sobre Corea, el govern japonés envia 4.000 soldats a Inchon malgrat les protestes tant dels xinesos com dels coreans. Alhora, se signa un acord amb els insurgents que van deixar les armes l'11 de juny. Als Donghaks se'ls concedeix el dret d'establir una junta local en cada districte i intenten posar en marxa un programa de reformes.

### La segona rebel·lió
La calma tornà a Corea. Les relacions entre la Xina i el Japó, però, continuaren sent molt tenses, perquè cap dels dos no volia pas  retirar-se primer i volien salvaguardar els seus interessos. El 26 de juny, el Japó va demanar al rei de Corea que dugués a terme una sèrie de reformes, però aquest s'hi negà i va continuar exigint la retirada de tropes. Sense possibilitats d'un acord, el Japó hi envià la seua armada i més tropes. El 23 de juliol prengueren Seül i hi instal·laren un govern projaponés que va derogar els tractats d'aliança amb la Xina: així esclata la Primera Guerra sinojaponesa.
Com a resultat, els camperols del Donghak s'alçaren per segona vegada per a expulsar els japonesos de Corea. A l'octubre, van llançar una gran ofensiva que culminà en la batalla d'Ugeumchi a Gongju i va durar del 22 d'octubre al 10 de novembre del 1894. Molt menys armats que les tropes japoneses, van patir grans pèrdues. A Hwanghae, els combatents dirigits pel jove Kim Koo (Kim Gu), que esdevindrà una de les grans figures de la resistència, prenen el control de Haeju. Al desembre, el sud encara estava en mans dels insurgents perquè els japonesos els utilitzaven com a mitjà de pressió sobre el govern perquè acceptàs les seues reformes. D'altra banda, els rebels passaren a la guerra de guerrilles, i la repressió es va incrementar. Jeon Bong-jun fou traït pel seu propi poble, capturat el 28 de desembre i assassinat al març del 1895. Després d'aquesta data, la resistència abandona la lluita. Choe Si-hyeong pogué amagar-se durant quatre anys abans de ser finalment assassinat el 1898.

### Les conseqüències
En resum, el moviment va tenir un èxit parcial. De fet, l'any 1894 estigué marcat per una sèrie de reformes que sacsejaren l'ordre tradicional, les reformes Gabo. Així, s'aboleix la servitud, les diferències de classe i els exàmens imperials. Aquesta modernització, però, fou dictada essencialment per Ōtori Keisuke, l'enviat japonés. Aquests són sens dubte els grans guanyadors dels problemes causats pels Donghaks, ja que aconsegueixen substituir la Xina en el seu paper de protectora de Corea.
Tanmateix, una qüestió encara és al centre del debat entre els historiadors: fins a quin punt els japonesos van donar suport, provocaren o explotaren la rebel·lió com a pretext per guanyar terreny a Corea?

## Llocs commemoratius
- La casa de Jeon Bong-jun.
- El monument del pantà de Manseokbo.
- El camp de batalla de Hwangtohyeon i el seu memorial.
- Monument commemoratiu del centenari de la Revolta dels Camperols.
- El Memorial de l'Exèrcit Revolucionari del Donghak al lloc de la batalla d'Ugeumchi a Gongju. S'inaugurà el 1973.